# Щербак, Александр Васильевич
Александр Васильевич Щербак (1921—1998) — участник Великой Отечественной войны, Герой Советского Союза. Наводчик орудия истребительно-противотанковой батареи 52-й гвардейской танковой бригады (6-й гвардейский танковый корпус, 3-я гвардейская танковая армия, 1-й Украинский фронт), гвардии красноармеец.

## Биография
Родился 15 февраля 1921 года в селе Старая Водолага (Валковский уезд Харьковской губернии; ныне: Нововодолажского района Харьковской области Украины) в семье крестьянина. Украинец. Член ВКП(б)/КПСС с 1944 года. Окончил 7 классов. Работал в Харькове на заводе транспортного машиностроения.
В Красной Армии — с марта 1943 года. В действующей армии — с июля 1943 года.
Будучи наводчиком орудия истребительно-противотанковой батареи отличился 5 ноября 1943 года. Находясь в составе передового отряда, он уничтожил две самоходных установки противника, пулемёт и более десятка вражеских солдат, что способствовало выходу отряда на шоссе Киев — Житомир. 7 ноября 1943 года подразделения бригады при подходе к юго-западной окраине города Фастов были внезапно атакованы огнём восьми зенитных орудий противника. Расчёт выкатил орудие на гребень ближайшей высоты и с расстояния 400—500 метров открыл огонь по врагу. Уничтожил три зенитки, преграждавших своим огнём продвижение подразделений наших войск.
Указом Президиума Верховного Совета СССР «О присвоении звания Героя Советского Союза генералам, офицерскому, сержантскому и рядовому составу Красной Армии» от 10 января 1944 года за «образцовое выполнение боевых заданий командования на фронте борьбы с немецко-фашистскими захватчиками и проявленные при этом отвагу и геройство» удостоен звания Героя Советского Союза с вручением ордена Ленина и медали «Золотая Звезда» (№ 2114).
После войны  был демобилизован в звании сержанта. В 1959 году окончил Харьковский машиностроительный техникум. Работал начальником опытно—экспериментального производства при конструкторском отделе Харьковского велосипедного завода (цех № 29). 
Жил в Харькове. Скончался 25 февраля 1998 года. Похоронен в Харькове на кладбище № 2.

## Награды
Награждён орденами Октябрьской Революции, Отечественной войны 1-й степени, Красной Звезды, медалями.